# Liste des chefs du gouvernement norvégien
Depuis 1814, le gouvernement de Norvège est dirigé par :
- un gouverneur général (riksstattholder) ou un vice-roi de 1814 à 1873, ou un ministre-président du Conseil lorsque le poste était vacant ;
- un Premier ministre (statsminister), littéralement « ministre d'État », depuis 1873.

## 1814-1905

### 1814-1873
De 1814 à 1873, le gouvernement de Norvège est dirigé par un gouverneur général (Riksstattholder), représentant du roi de Suède et de Norvège. Le roi peut également nommer à la place du gouverneur général un vice-roi, choisi par les héritiers du trône. Quand le poste de gouverneur général était vacant (ce qui s'est produit à plusieurs reprises pour de longues années), les pouvoirs du chef du gouvernement revenaient au « ministre président du Conseil » (Førstestatsråd ou Regjeringens formann).
Il existait par ailleurs un ministre d'État (Statsminister) représentant le gouvernement norvégien à Stockholm.
| Nom                          | Qualité            | Investiture | Fin du mandat |
| ---------------------------- | ------------------ | ----------- | ------------- |
| Marcus Gjøe Rosenkrantz      | Ministre président | 1814        | 1815          |
| Comte Hans Henrik von Essen  | Gouverneur général | 1815        | 1816          |
| Prince Carl Johan            | Vice-roi           | 1816        | 1816          |
| Comte Carl Carlsson Mörner   | Gouverneur général | 1816        | 1818          |
| Comte Johan August Sandels   | Gouverneur général | 1818        | 1824          |
| Prince Oscar                 | Vice-roi           | 1824        | 1824          |
| Comte Johan August Sandels   | Gouverneur général | 1824        | 1827          |
| Comte Baltzar von Platen     | Gouverneur général | 1827        | 1829          |
| Jonas Collett                | Ministre président | 1829        | 1833          |
| Prince Oscar                 | Vice-roi           | 1833        | 1833          |
| Jonas Collett                | Ministre président | 1833        | 1836          |
| Comte Herman Wedel-Jarlsberg | Gouverneur général | 1836        | 1840          |
| Nicolay Johan Lohmann Krog   | Ministre président | 1840        | 1841          |
| Severin Løvenskiold          | Gouverneur général | 1841        | 1856          |
| Prince Carl                  | Vice-roi           | 1856        | 1856          |
| Jørgen Herman Vogt           | Ministre président | 1856        | 1857          |
| Prince Carl                  | Vice-roi           | 1857        | 1857          |
| Jørgen Herman Vogt           | Ministre président | 1857        | 1858          |
| Hans Christian Petersen      | Ministre président | 1858        | 1861          |
| Frederik Stang               | Ministre président | 1861        | (1873)        |

| Ministre président du conseil (Regjeringens Formann) | Ministre d'État à Stockholm (Statsminister i Stockholm) |
| --- | --- |
| 1. Frederik Gottschalck von Haxthausen (1814) 2. Marcus Gjøe Rosenkrantz (1814–1815) 3. Mathias Sommerhielm (1815–1822) 4. Jonas Collett (1822–1836) 5. Nicolai Johan Lohmann Krog (1836–1855) 6. Jørgen Herman Vogt (1855–1858) 7. Hans Christian Petersen (1858–1861) 8. Frederik Stang (1861–1873) | - Peder Anker (1814-1822) - Mathias Sommerhielm (1822-1827) - Poul Christian Holst (désigné, 1827) - Jørgen Herman Vogt (désigné) (1827-1828) - Severin Løvenskiold (1828-1841) - Frederik Due (1841-1858) - Georg Sibbern (1858-1871) - Otto Richard Kierulf (1871-) |

### 1873-1905
En 1873, le poste de gouverneur général, vacant depuis 1856, est supprimé. Le ministre président du Conseil prend le titre de ministre d'État (Statsminister), souvent traduit par « Premier ministre ». Pendant cette période, il existe à la fois un ministre d'État à Christiania et un ministre d'État à Stockholm.
| Premier ministre à Christiania | Premier ministre à Christiania                           | Premier ministre à Christiania | Premier ministre à Christiania | Premier ministre à Christiania | Premier ministre à Christiania | Premier ministre à Stockholm | Premier ministre à Stockholm                                | Premier ministre à Stockholm |
| Portrait                       | Nom                                                      | Début du mandat                | Fin du mandat                  | Parti                          | Gouvernement                   | Portrait                     | Nom                                                         | Parti                        |
| ------------------------------ | -------------------------------------------------------- | ------------------------------ | ------------------------------ | ------------------------------ | ------------------------------ | ---------------------------- | ----------------------------------------------------------- | ---------------------------- |
| Frederik Stang                 | Frederik Stang (4 mars 1808 – 8 juin 1884)               | 21 juillet 1873                | 11 octobre 1880                | —                              | F. Stang                       | Otto Kierulf                 | Otto Kierulf (29 janvier 1825 – 7 janvier 1897)             | —                            |
| Christian Selmer               | Christian Selmer (16 novembre 1816 – 1er septembre 1889) | 11 octobre 1880                | 11 mars 1884                   | Parti conservateur             | Selmer                         | Otto Kierulf                 | Otto Kierulf (29 janvier 1825 – 7 janvier 1897)             | —                            |
| Christian Selmer               | Christian Selmer (16 novembre 1816 – 1er septembre 1889) | 11 octobre 1880                | 11 mars 1884                   | Parti conservateur             | Selmer                         | W. W. Haffner                | W. W. Haffner (23 novembre 1806 – 11 novembre 1892)         | —                            |
| Christian Schweigaard          | Christian Schweigaard (14 octobre 1838 – 24 mars 1899)   | 3 avril 1884                   | 26 juin 1884                   | Parti conservateur             | Schweigaard                    | Carl Otto Løvenskiold        | Carl Otto Løvenskiold (23 décembre 1839 – 1er octobre 1916) | —                            |
| Johan Sverdrup                 | Johan Sverdrup (30 juillet 1816 – 17 février 1892)       | 26 juin 1884                   | 13 juillet 1889                | Parti libéral                  | Sverdrup                       | Ole Richter                  | Ole Richter (23 mai 1829 – 15 juin 1888)                    | Parti libéral                |
| Johan Sverdrup                 | Johan Sverdrup (30 juillet 1816 – 17 février 1892)       | 26 juin 1884                   | 13 juillet 1889                | Parti libéral                  | Sverdrup                       | Jacob Stang                  | Jacob Stang (17 novembre 1830 – 1er mars 1907)              | Parti libéral                |
| Emil Stang                     | Emil Stang (14 juin 1834 – 4 juillet 1912)               | 13 juillet 1889                | 6 mars 1891                    | Parti conservateur             | E. Stang I                     | Gregers Gram                 | Gregers Gram (10 décembre 1846 – 1er août 1929)             | Parti conservateur           |
| Johannes Steen                 | Johannes Steen (22 juillet 1827 – 1er avril 1906)        | 6 mars 1891                    | 2 mai 1893                     | Parti libéral                  | Steen I                        |                              | Otto Blehr (17 février 1847 – 13 juillet 1927)              | Parti libéral                |
| Emil Stang                     | Emil Stang (14 juin 1834 – 4 juillet 1912)               | 2 mai 1893                     | 14 octobre 1895                | Parti conservateur             | E. Stang II                    | Gregers Gram                 | Gregers Gram (10 décembre 1846 – 1er août 1929)             | Parti conservateur           |
|                                | Francis Hagerup (22 janvier 1853 – 8 février 1921)       | 14 octobre 1895                | 17 février 1898                | Parti conservateur             | Hagerup I                      | Gregers Gram                 | Gregers Gram (10 décembre 1846 – 1er août 1929)             | Parti conservateur           |
| Johannes Steen                 | Johannes Steen (22 juillet 1827 – 1er avril 1906)        | 17 février 1898                | 21 avril 1902                  | Parti libéral                  | Steen II                       |                              | Otto Blehr (17 février 1847 – 13 juillet 1927)              | Parti libéral                |
|                                | Otto Blehr (17 février 1847 – 13 juillet 1927)           | 21 avril 1902                  | 22 octobre 1903                | Parti libéral                  | Blehr                          | Ole Anton Qvam               | Ole Anton Qvam (5 août 1834 – 8 juillet 1904)               | Parti libéral                |
|                                | Francis Hagerup (22 janvier 1853 – 8 février 1921)       | 22 octobre 1903                | 11 mars 1905                   | Parti de la Coalition          | Hagerup II                     | Sigurd Ibsen                 | Sigurd Ibsen (23 décembre 1859 – 14 avril 1930)             | Parti libéral                |
| Christian Michelsen            | Christian Michelsen (15 mars 1857 – 29 juin 1925)        | 11 mars 1905                   | 7 juillet 1905                 | Parti libéral                  | Michelsen                      |                              | Jørgen Løvland (3 février 1848 – 21 août 1922)              | Parti libéral                |

## Depuis 1905
La Norvège déclare son indépendance vis-à-vis de la Suède le 7 juillet 1905.

### 1905-1940
| Portrait               | Nom                                                          | Début du mandat | Fin du mandat   | Parti                   | Élection(s) | Gouvernement(s)      |
| ---------------------- | ------------------------------------------------------------ | --------------- | --------------- | ----------------------- | ----------- | -------------------- |
| Christian Michelsen    | Christian Michelsen (15 mars 1857 – 29 juin 1925)            | 7 juillet 1905  | 23 octobre 1907 | Parti libéral           | 1906        | Michelsen (V, H, MV) |
|                        | Jørgen Løvland (3 février 1848 – 21 août 1922)               | 23 octobre 1907 | 19 mars 1908    | Parti libéral           | —           | Løvland (V, FV, MV)  |
|                        | Gunnar Knudsen (19 septembre 1848 – 1er décembre 1928)       | 19 mars 1908    | 2 février 1910  | Parti libéral           | 1909        | Knudsen I (V)        |
| Wollert Konow          | Wollert Konow (16 août 1845 – 15 mars 1924)                  | 2 février 1910  | 20 février 1912 | Parti libéral de gauche | —           | Konow (H, FV)        |
| Jens Bratlie           | Jens Bratlie (17 janvier 1856 – 15 septembre 1939)           | 20 février 1912 | 31 juillet 1913 | Parti conservateur      | 1912        | Bratlie (H, FV)      |
|                        | Gunnar Knudsen (19 septembre 1848 – 1er décembre 1928)       | 31 juillet 1913 | 21 juin 1920    | Parti libéral           | 1915 1918   | Knudsen II (V)       |
|                        | Otto Bahr Halvorsen (28 mai 1872 – 23 mai 1923)              | 21 juin 1920    | 22 juin 1921    | Parti conservateur      | —           | Halvorsen I (H, FV)  |
|                        | Otto Blehr (17 février 1847 – 13 juillet 1927)               | 22 juin 1921    | 23 mars 1923    | Parti libéral           | 1921        | Blehr II (V)         |
|                        | Otto Bahr Halvorsen (28 mai 1872 – 23 mai 1923)              | 23 mars 1923    | 23 mai 1923     | Parti conservateur      | —           | Halvorsen II (H, FV) |
|                        | Abraham Berge (20 août 1851 – 10 juillet 1936)               | 30 mai 1923     | 25 juillet 1924 | Parti libéral de gauche | —           | Berge (H, FV)        |
| Johan Ludwig Mowinckel | Johan Ludwig Mowinckel (22 octobre 1870 – 30 septembre 1943) | 25 juillet 1924 | 5 mars 1926     | Parti libéral           | 1924        | Mowinckel I (V)      |
| Ivar Lykke             | Ivar Lykke (9 janvier 1872 – 4 décembre 1949)                | 5 mars 1926     | 28 janvier 1928 | Parti conservateur      | 1927        | Lykke (H, FV)        |
| Christopher Hornsrud   | Christopher Hornsrud (15 novembre 1859 – 12 décembre 1960)   | 28 janvier 1928 | 15 février 1928 | Parti travailliste      | —           | Hornsrud (Ap)        |
| Johan Ludwig Mowinckel | Johan Ludwig Mowinckel (22 octobre 1870 – 30 septembre 1943) | 15 février 1928 | 12 mai 1931     | Parti libéral           | 1930        | Mowinckel II (V)     |
| Peder Kolstad          | Peder Kolstad (28 novembre 1878 – 5 mars 1932)               | 21 mai 1931     | 5 mars 1932     | Parti agrarien          | —           | Kolstad (B)          |
| Jens Hundseid          | Jens Hundseid (6 mai 1883 – 13 décembre 1965)                | 14 mars 1932    | 3 mars 1933     | Parti agrarien          | —           | Hundseid (B)         |
| Johan Ludwig Mowinckel | Johan Ludwig Mowinckel (22 octobre 1870 – 30 septembre 1943) | 3 mars 1933     | 20 mars 1935    | Parti libéral           | 1933        | Mowinckel III (V)    |
| Johan Nygaardsvold     | Johan Nygaardsvold (6 septembre 1879 – 13 mars 1952)         | 20 mars 1935    | 25 juin 1945    | Parti travailliste      | 1936        | Nygaardsvold (Ap)    |

### 1940-1945
À la suite de l'invasion allemande de la Norvège, le gouvernement Nygaardsvold se réfugie en exil à Londres, et reste le seul gouvernement norvégien reconnu par les puissances alliées. Vidkun Quisling prend le pouvoir par un coup d'État le 9 avril 1940, mais il est contraint de l'abandonner une semaine plus tard. Un Conseil d'administration mis sur pied par les forces occupantes assure la direction du pays jusqu'à la formation du Reichskommissariat Norwegen, dirigé par un Allemand, Josef Terboven. Ce dernier partage le pouvoir avec Quisling à partir de 1942, lorsque la création d'un Gouvernement national est autorisée par l'occupant.
| Portrait                  | Nom                                                   | Début             | Fin               | Titre                                 | Gouvernement               |
| ------------------------- | ----------------------------------------------------- | ----------------- | ----------------- | ------------------------------------- | -------------------------- |
| Vidkun Quisling           | Vidkun Quisling (18 juillet 1887 – 24 octobre 1945)   | 9 avril 1940      | 15 avril 1940     | Premier ministre (autoproclamé)       | Quisling I (NS)            |
| Ingolf Elster Christensen | Ingolf Elster Christensen (28 mars 1872 – 3 mai 1943) | 15 avril 1940     | 25 septembre 1940 | Président du Conseil d'administration | Conseil d'administration   |
| Josef Terboven            | Josef Terboven (23 mai 1898 - 8 mai 1945)             | 25 septembre 1940 | 1er février 1942  | Reichskommissar                       | Reichskommissariat         |
| Vidkun Quisling           | Vidkun Quisling (18 juillet 1887 – 24 octobre 1945)   | 1er février 1942  | 9 mai 1945        | Ministre-président                    | Gouvernement national (NS) |

### Depuis 1945
La libération de la Norvège permet le retour du gouvernement en exil fin mai 1945. Johan Nygaardsvold remet sa démission au roi le 25 juin pour permettre la formation d'un gouvernement d'intérim dirigé par Einar Gerhardsen.
| Portrait              | Nom                                                   | Élections | Début du mandat   | Fin du mandat     | Parti                    | Gouvernement(s)                |
| --------------------- | ----------------------------------------------------- | --------- | ----------------- | ----------------- | ------------------------ | ------------------------------ |
| Einar Gerhardsen      | Einar Gerhardsen (10 mai 1897 – 19 septembre 1987)    | —         | 25 juin 1945      | 9 novembre 1951   | Parti travailliste       | Gerhardsen I (union nationale) |
| Einar Gerhardsen      | Einar Gerhardsen (10 mai 1897 – 19 septembre 1987)    | 1945 1949 | 25 juin 1945      | 9 novembre 1951   | Parti travailliste       | Gerhardsen II (Ap)             |
| Oscar Torp            | Oscar Torp (8 juin 1893 – 1er mai 1958)               | 1953      | 9 novembre 1951   | 22 janvier 1955   | Parti travailliste       | Torp (Ap)                      |
| Einar Gerhardsen      | Einar Gerhardsen (10 mai 1897 – 19 septembre 1987)    | 1957 1961 | 22 janvier 1955   | 28 août 1963      | Parti travailliste       | Gerhardsen III (Ap)            |
| John Lyng             | John Lyng (22 août 1905 – 18 janvier 1978)            | —         | 28 août 1963      | 25 septembre 1963 | Parti conservateur       | Lyng (H, Sp, V, KrF)           |
| Einar Gerhardsen      | Einar Gerhardsen (10 mai 1897 – 19 septembre 1987)    | —         | 25 septembre 1963 | 12 octobre 1965   | Parti travailliste       | Gerhardsen IV (Ap)             |
| Per Borten            | Per Borten (3 avril 1913 – 20 janvier 2005)           | 1965 1969 | 12 octobre 1965   | 17 mars 1971      | Parti du centre          | Borten (Sp, H, V, KrF)         |
| Trygve Bratteli       | Trygve Bratteli (11 janvier 1910 – 20 novembre 1984)  | —         | 17 mars 1971      | 17 octobre 1972   | Parti travailliste       | Bratteli I (Ap)                |
| Lars Korvald          | Lars Korvald (29 avril 1916 – 4 juillet 2006)         | —         | 17 octobre 1972   | 12 octobre 1973   | Parti populaire chrétien | Korvald (KrF, Sp, V)           |
| Trygve Bratteli       | Trygve Bratteli (11 janvier 1910 – 20 novembre 1984)  | 1973      | 12 octobre 1973   | 15 janvier 1976   | Parti travailliste       | Bratteli II (Ap)               |
| Odvar Nordli          | Odvar Nordli (3 novembre 1927 – 9 janvier 2018)       | 1977      | 15 janvier 1976   | 4 février 1981    | Parti travailliste       | Nordli (Ap)                    |
| Gro Harlem Brundtland | Gro Harlem Brundtland (née le 20 avril 1939)          | —         | 4 février 1981    | 14 octobre 1981   | Parti travailliste       | Brundtland I (Ap)              |
| Kåre Willoch          | Kåre Willoch (3 octobre 1928 – 6 décembre 2021)       | 1981 1985 | 14 octobre 1981   | 9 mai 1986        | Parti conservateur       | Willoch I (H)                  |
| Kåre Willoch          | Kåre Willoch (3 octobre 1928 – 6 décembre 2021)       | 1981 1985 | 14 octobre 1981   | 9 mai 1986        | Parti conservateur       | Willoch II (H, KrF, Sp)        |
| Gro Harlem Brundtland | Gro Harlem Brundtland (née le 20 avril 1939)          | —         | 9 mai 1986        | 16 octobre 1989   | Parti travailliste       | Brundtland II (Ap)             |
| Jan Peder Syse        | Jan Peder Syse (25 novembre 1930 – 17 septembre 1997) | 1989      | 16 octobre 1989   | 3 novembre 1990   | Parti conservateur       | Syse (H, KrF, Sp)              |
| Gro Harlem Brundtland | Gro Harlem Brundtland (née le 20 avril 1939)          | 1993      | 3 novembre 1990   | 25 octobre 1996   | Parti travailliste       | Brundtland III (Ap)            |
| Thorbjørn Jagland     | Thorbjørn Jagland (né le 5 novembre 1950)             | —         | 25 octobre 1996   | 17 octobre 1997   | Parti travailliste       | Jagland (Ap)                   |
| Kjell Magne Bondevik  | Kjell Magne Bondevik (né le 3 septembre 1947)         | 1997      | 17 octobre 1997   | 17 mars 2000      | Parti populaire chrétien | Bondevik I (KrF, Sp, V)        |
| Jens Stoltenberg      | Jens Stoltenberg (né le 16 mars 1959)                 | —         | 17 mars 2000      | 17 octobre 2001   | Parti travailliste       | Stoltenberg I (Ap)             |
| Kjell Magne Bondevik  | Kjell Magne Bondevik (né le 3 septembre 1947)         | 2001      | 17 octobre 2001   | 17 octobre 2005   | Parti populaire chrétien | Bondevik II (KrF, H, V)        |
| Jens Stoltenberg      | Jens Stoltenberg (né le 16 mars 1959)                 | 2005 2009 | 17 octobre 2005   | 16 octobre 2013   | Parti travailliste       | Stoltenberg II (Ap, Sp, SV)    |
| Erna Solberg          | Erna Solberg (née le 24 février 1961)                 | 2013 2017 | 16 octobre 2013   | 14 octobre 2021   | Parti conservateur       | Solberg (H, Frp)               |
| Jonas Gahr Støre      | Jonas Gahr Støre (né le 25 août 1960)                 | 2021      | 14 octobre 2021   | Mandat en cours   | Parti travailliste       | Støre (Ap, Sp)                 |